# Gran hexecontaedro hexagonal
En geometría, el gran hexecontaedro hexagonal (o gran ditriacontaedro astroide) es un poliedro no convexo isoedral. Es el dual del gran dodecicosidodecaedro romo, un poliedro uniforme estrellado. Es parcialmente degenerado, dado que posee vértices coincidentes, debido a que su dual tiene caras pentagrámicas coplanares.

## Proporciones

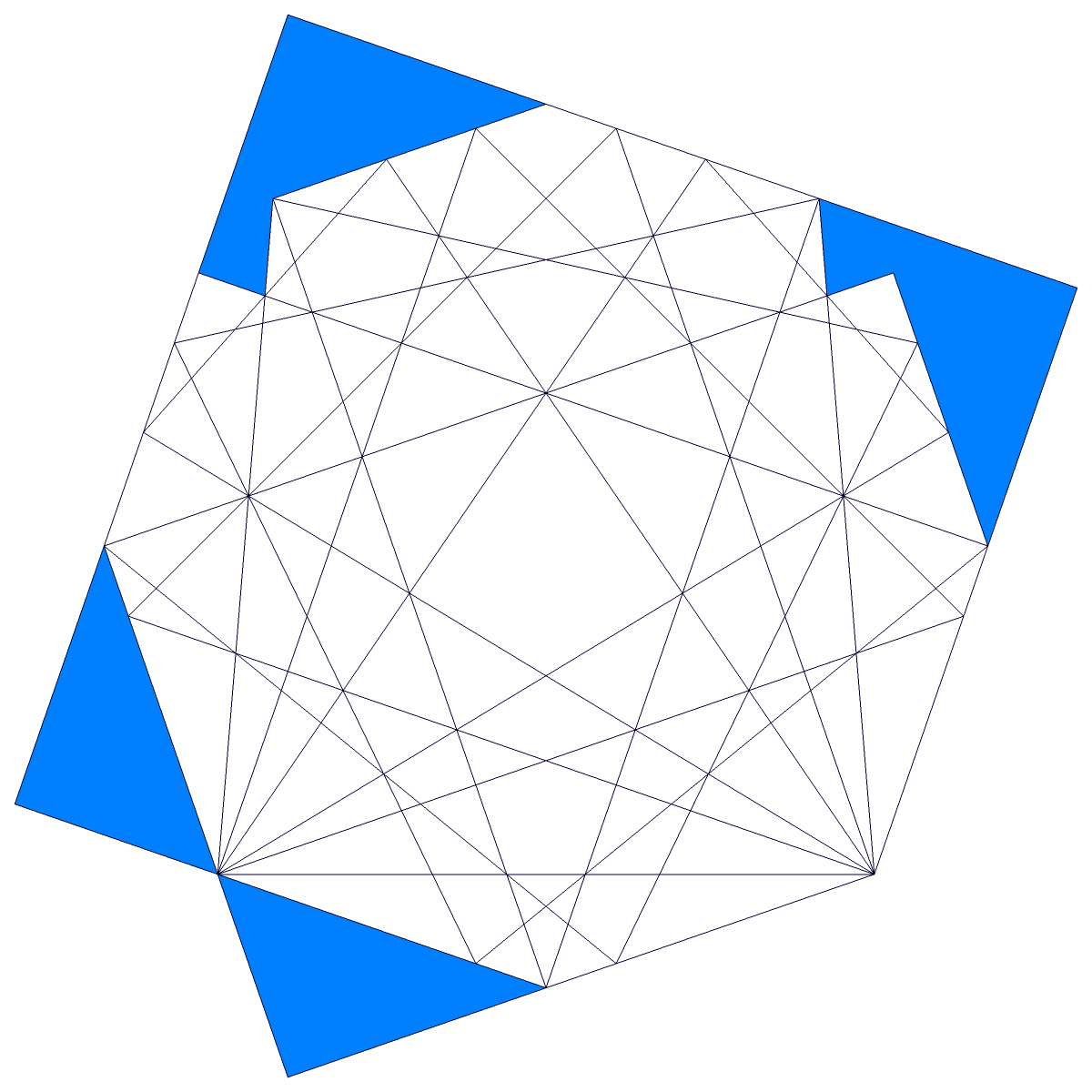
Forma de las caras

Las caras son hexágonos no convexos. Siendo {\displaystyle \phi } el número áureo, los hexágonos tienen un ángulo de {\displaystyle \arccos(-\phi ^{-1})\approx 128.172\,707\,627\,01^{\circ }}, uno de {\displaystyle 360^{\circ }-\arccos(-\phi ^{-1})\approx 231.827\,292\,372\,99^{\circ }} y cuatro ángulos de {\displaystyle 90^{\circ }}. Tienen dos bordes largos, dos de longitud media y dos cortos. Si los bordes largos tienen longitud {\displaystyle 2}, los medianos tienen longitud {\displaystyle 1+\phi ^{-3/2}\approx 1.485\,868\,271\,76} y los cortos {\displaystyle 1-\phi ^{-3/2}\approx 0.514\,131\,728\,24}.

Su ángulo diedro es igual a {\displaystyle 90^{\circ }}.